# Ребић
Ребић је насељено мјесто у Лици, у општини Удбина, Личко-сењска жупанија, Република Хрватска.

## Географија
Ребић је удаљен око 5,5 км сјеверозападно од Удбине. Налази се у јужном дијелу Крбавског поља.

## Историја
Ребић се од распада Југославије до августа 1995. године налазио у Републици Српској Крајини. До територијалне реорганизације у Хрватској насеље се налазило у саставу бивше велике општине Кореница.

## Становништво
Према попису из 1991. године, насеље Ребић је имало 63 становника, и сви су били српске националности. Према попису становништва из 2001. године, Ребић је имао 6 становника. Ребић је према попису из 2011. године имао 22 становника.
| Националност       | 1991. | 1981. | 1971. | 1961. |
| Срби               | 63    |       |       |       |
| остали и непознато |       |       |       |       |
| Укупно             | 63    | '     | '     | '     |

| Демографија | Демографија | Демографија |
| Година      | Становника  | Становника  |
| ----------- | ----------- | ----------- |
| 1948.       | 137         |             |
| 1953.       | 162         |             |
| 1961.       | 162         |             |
| 1971.       | 107         |             |
| 1981.       | 75          |             |
| 1991.       | 63          |             |
| 2001.       | 6           |             |
| 2011.       |             | 22          |